# Selliguea lehmannii
Selliguea lehmannii là một loài dương xỉ thuộc họ Polypodiaceae. Loài này được Georg Heinrich Mettenius mô tả khoa học đầu tiên năm 1857.